# 塔拉尼科夫规则
塔拉尼科夫规则是连珠的开局规则。塔拉尼科夫规则是由俄罗斯棋手和连珠理论研究者尤里·塔拉尼科夫提出的。

## 规则介绍
塔拉尼科夫规则的详细开局流程如下：
- 假黑方在棋盘中心落下第1手棋。
- 对方可以交换。
- 假白方在棋盘中心的3×3方格内落下第2手棋。
- 对方可以交换。
- 假黑方在棋盘中心的5×5方格内落下第3手棋。
- 对方可以交换。
- 假白方在棋盘中心的7×7方格内落下第4手棋。
- 对方可以交换。
- 假黑方在棋盘中心的9×9方格内落下第5手棋。
- 对方可以交换。
- 白方在棋盘任意位置落下第6手棋。

## 简要说明
在所有的典型连珠开局规则中，塔拉尼科夫规则提供了最多数目的可战变化。然而，由于一方棋手可以准备激烈复杂的前5手变化，这一规则也存在巨大的准备优势的问题。

## 规则改进
塔拉尼科夫规则有多个变种，包括塔拉-山口规则和塔拉-山口-N规则。